# زالومون مولر
زالومون مولر (بالألمانية: Salomon Müller)‏ (و. 1804 – 1864 م) هو أحيائي، وعالم حيواني، وعالم طيور، وعالم، وعالم طبيعة ألماني، ولد في هايدلبرغ، توفي في فرايبورغ، عن عمر يناهز 60 عاماً.